# Storia del Togo
Della storia del Togo prima dell'arrivo degli esploratori Portoghesi (XV secolo) si conosce poco. In epoca coloniale, il Togo fu soggetto all'amministrazione di Germania, Regno Unito e Francia. Dall'indipendenza (ottenuta dal Togo nel 1955), la storia politica del paese fu tormentata, e caratterizzata da conflitti sociali e colpi di stato.

## Storia precoloniale
Dei popoli che abitarono anticamente il Togo non si sa molto. Quando gli Europei giunsero per la prima volta nella regione, le tre etnie predominanti erano gli Ewe (originari della Nigeria e del Benin), e i Mina e i Guin (originari del Ghana). Tutti e tre questi gruppi erano presenti soprattutto nella zona costiera.
Nel XVI secolo, i Mina collaborarono con gli Europei nella tratta degli schiavi, comprando prigionieri dalle tribù settentrionali (come i Kabyé) e rivendendoli sulle coste. Pur commerciando con i popoli locali, gli Europei non si insediarono nel Togo a causa della mancanza di porti naturali.

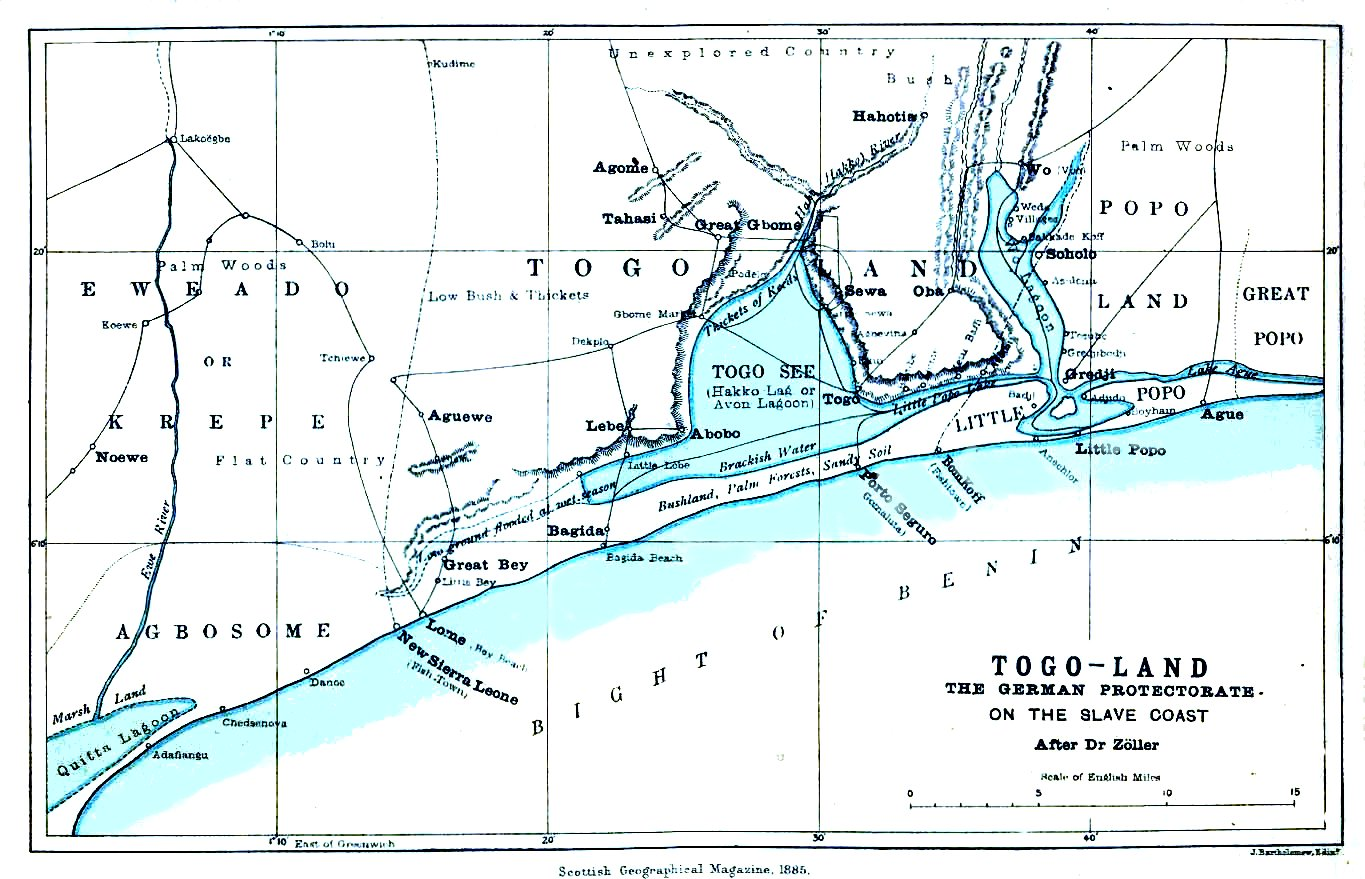
Il Togoland nel 1885

## Colonizzazione tedesca
Nel 1884, con un trattato firmato a Togoville, la Germania dichiarò suo protettorato la costa del Togo. Negli anni successivi, il controllo tedesco si estese gradualmente verso l'entroterra. La colonia, chiamata Togoland, fu una delle più ricche della Germania, e divenne un modello per la colonizzazione tedesca di altre regioni. I coloni tedeschi introdussero nel paese tecniche molto moderne per la coltivazione di cacao, caffè e cotone e svilupparono le infrastrutture del paese fino a renderle tra le migliori nell'Africa del tempo.

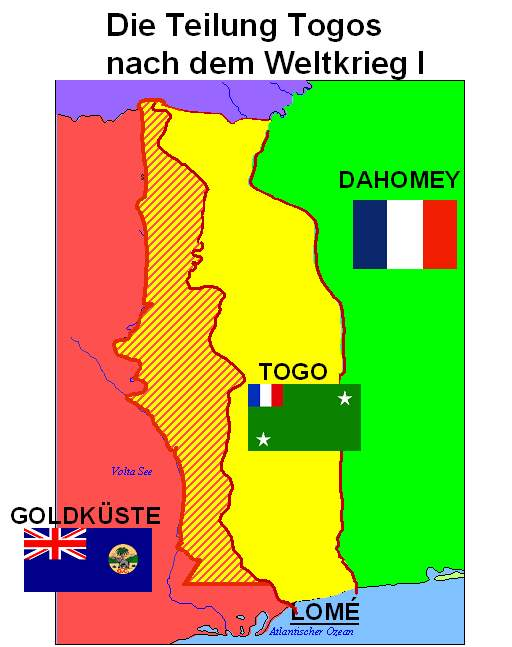
Suddivisione del Togo dopo la Prima Guerra Mondiale

## Amministrazione franco-britannica
L'8 agosto 1914, pochi giorni dopo l'inizio della prima guerra mondiale, i francesi e gli inglesi invasero il Togoland, costringendo i tedeschi alla resa il 26 agosto. La popolazione locale accolse di buon grado i franco-britannici dato che non tollerava l'amministrazione tedesca sfruttatrice. Nel 1916 la colonia fu spartita fra Francia e Regno Unito, e questa suddivisione amministrativa fu confermata da un mandato della Società delle Nazioni dopo la guerra. Il mandato di amministrare il Togoland fu rinnovato dalle Nazioni Unite dopo la seconda guerra mondiale. Nel dicembre del 1956 la parte britannica del Togoland, a ovest, votò a favore dell'unificazione con la Costa d'Oro, andando a far parte della nazione del Ghana. A tale divisione gli Ewé furono assolutamente contrari.

## Indipendenza
Nel 1955 il Togoland francese divenne una repubblica indipendente all'interno dell'Unione Francese. Vennero eletti per suffragio universale un'assemblea legislativa e un governo, e nel 1956 si tenne il referendum in cui fu accettata la prima costituzione del paese. Il 10 settembre dello stesso anno Nicolas Grunitzky fu eletto come Primo ministro del Togo. Tuttavia, a causa di una controversia sulla regolarità delle votazioni, le elezioni furono ripetute nel 1958, questa volta vinte da Sylvanus Olympio. Il 27 aprile 1960 il Togo sciolse definitivamente i suoi legami con la Francia, diventando una repubblica pienamente indipendente con Olympio come primo presidente.
Nel 1961 venne ratificata una nuova costituzione che ridefiniva la figura del presidente, conferendogli il monopolio dei poteri esecutivi, e prevedendo la durata di 7 anni per il suo mandato. Nello stesso anno si tennero le elezioni, con il partito di Grunitzky squalificato; Olympio raccolse il 90% dei voti, diventando anche il primo presidente eletto del Togo.

## La presidenza di Olympio
All'epoca dell'indipendenza, nel Togo esistevano quattro partiti politici principali, in forte attrito l'uno con l'altro: Juvento (il partito della sinistra giovanile),
la Union Démocratique des Populations Togolaises (IDPT); il Parti Togolais du Progrès (PTP) di Grunitzky e l'Unité Togolaise (UT) di Olympio. Nel 1962, Olympio sciolse tutti i partiti dell'opposizione accusandoli di aver complottato per rovesciare il governo. Successivamente, Olympio usò il suo corpo di miliziani (Ablode Sodjas) per instaurare un regime di terrore. I suoi avversari politici (incluso Grunitzky) furono imprigionati o costretti all'esilio.

## La presidenza di Grunitzky
Olympio fu assassinato il 13 gennaio 1963 durante l'insurrezione di un gruppo di militari. Grunitzky rientrò in patria e formò un governo provvisorio. Il 5 maggio 1963 venne approvata una nuova costituzione che ricostituì il sistema multipartitico, e Grunitzky fu eletto presidente, con Antoine Meatchi come vicepresidente. Grunitzky formò un governo in cui comparivano rappresentanti di tutti i partiti.
Grunitzky rimase in carica per circa 4 anni, ma il suo potere andò via via indebolendosi. Un primo tentativo di colpo di Stato fallì il 21 novembre del 1966; il secondo, organizzato nel 1967 dal tenente colonnello Étienne Eyadéma e da Kléber Dadjo, ebbe successo.

## La presidenza di Eyadéma
In seguito al colpo di Stato di Eyadéma e Dadjo, tutti i partiti politici furono nuovamente banditi, e la costituzione sospesa. Dadjo governò per un breve periodo intermedio; nel 1969 Eyadéma fondò un nuovo partito, il Rassemblement du Peuple Togolais ("Raggruppamento del popolo togolese") e nel 1972 fu eletto presidente.
Eyadéma rimase in carica per molti anni. Nel 1979 dichiarò l'inizio della "terza repubblica" del Togo, caratterizzata dalla formazione di un governo in parte composto di civili e in parte di militari. Stese anche una nuova costituzione, che rafforzava ulteriormente i poteri del presidente. Con questo nuovo sistema fu riconfermato presidente nel 1979 e poi nel 1986.
Alla fine degli anni ottanta, nel clima creato dai mutamenti in corso nell'Europa dell'est e nell'Unione Sovietica, anche il Togo fu attraversato da dimostrazioni antigovernative. Nell'aprile del 1991 il governo iniziò a trattare con i nuovi gruppi di opposizione, concedendo un'amnistia generale che permise a molti esiliati di rimpatriare. Dopo uno sciopero generale e nuove dimostrazioni, Eyadéma decise di indire un "forum nazionale" il 12 giugno per discutere con l'opposizione. Il forum, dominato dagli oppositori del presidente, si autodichiarò "conferenza nazionale", dedicandosi alla stesura di una nuova costituzione e chiedendo che venisse istituito un governo provvisorio in attesa delle nuove elezioni. Il forum elesse Joseph Kokou Koffigoh Primo Ministro del governo di transizione, ma concesse a Eyadéma di mantenere il ruolo di capo dello stato, seppure con poteri limitati.
Nei tre anni successivi Eyadéma e i suoi oppositori furono in una situazione di costante conflitto, che ebbe riflessi in scontri nel paese. L'organo legislativo di transizione (l'Alto Consiglio della Repubblica) decise di sciogliere il partito di Eyadéma (l'RPT) nel novembre del 1991. L'esercito, ancora controllato da Eyadéma, replicò irrompendo negli uffici governativi e catturando il Primo Ministro il 3 dicembre dello stesso anno. Dopo ulteriori conflitti, nel 1992 venne formato un nuovo governo, nuovamente sotto la guida di Koffigoh, ma con numerosi ministri dell'RPT. Gilchrist Olympio, figlio di Sylvanus Olympio e personaggio di spicco dell'opposizione, subì un attentato da parte dell'esercito il 5 maggio 1992, restando gravemente ferito. Nell'estate del 1992 ci furono nuovi negoziati, e a settembre il popolo approvò una nuova costituzione, che diede inizio alla "quarta repubblica" del Togo. In ottobre, tuttavia, l'esercito intervenne nuovamente, catturando i membri della legislazione provvisoria. L'opposizione reagì indicendo un nuovo sciopero generale il 16 novembre, mettendo in scacco Eyadéma ma danneggiando anche gravemente l'economia del paese.
Nel gennaio del 1993 Eyadéma dichiarò concluso il periodo di transizione e nominò nuovamente Koffigoh Primo Ministro, seppure con poteri limitati. Seguirono nuovi scontri fra l'esercito e la popolazione, con oltre 300.000 profughi in fuga verso il Benin e il Ghana.
Con il perdurare dello sciopero generale, Eyadéma fu costretto a negoziare nuovamente. Il risultato del processo di negoziazione fu l'accordo di Ouagadougou, stipulato l'11 luglio 1993, sulla cui base furono indette nuove elezioni in agosto. Fra accuse di brogli e difficoltà nell'organizzazione della campagna elettorale, l'opposizione finì per scegliere il boicottaggio delle elezioni; Eyadéma vinse con il 96% dei voti (votò solo il 36% degli aventi diritto). Dopo nuovi scontri (con centinaia di morti fra i civili) Eyadéma decise di tenere nuove elezioni legislative il 6 febbraio e il 20 febbraio del 1994. Secondo la testimonianza di osservatori internazionali, il processo di voto e scrutinio si svolsero correttamente. L'opposizione (costituita principalmente dalla coalizione di UTD e CAR) ottenne una leggera maggioranza nell'Assemblea Nazionale. Il 22 aprile Eyadéma nominò Primo Ministro Edem Kodjo, dell'UTD. Poiché l'UTD aveva ottenuto meno voti del CAR, quest'ultimo protestò contro la nomina di Kodjo, uscendo dalla coalizione e dal governo. Kodjo si trovò quindi costretto a realizzare un governo di coalizione insieme all'RPT.
Il governo di Kodjo pose l'enfasi sul risanamento economico, la creazione di istituzioni democratiche, lo stato di diritto e il rimpatrio dei togolesi fuggiti o esiliati negli anni precedenti. Egli fu comunque costretto a modificare la compagine di governo l'anno successivo, rafforzando la rappresentanza dell'RPT. Il potere di Eyadéma tornò a crescere, e Kodjo si dimise nell'agosto del 1996.
Le elezioni presidenziali del 1998 si svolsero in un contesto di forte irregolarità, e videro nuovamente la vittoria di Eyadéma. Il 21 marzo 1999 si tennero nuove elezioni legislative, ancora boicottate dall'opposizione e stravinte dall'RPT.
Nel luglio del 1999 Eyadéma firmò un accordo con l'opposizione (il Lomé Framework Agreement) in cui dichiarava che non si sarebbe ricandidato al termine del mandato e che avrebbe indetto nuove elezioni legislative nel 2000. Le elezioni furono in realtà poi rimandate fino all'ottobre del 2002. L'opposizione mantenne la linea del boicottaggio. Eyadéma fece mettere in atto una nuova modifica della costituzione che consentiva al presidente di candidarsi per un qualsiasi numero di mandati. Inoltre, la nuova costituzione prevedeva che i candidati a presidente dovessero vivere da almeno 12 mesi nel Togo; questa misura ebbe l'effetto di escludere dalla competizione per le successive elezioni Gilchrist Olympio, che era stato a lungo in esilio. Eyadéma vinse nuovamente le elezioni, ancora una volta fra le accuse di broglio da parte dell'opposizione.

## Amministrazione Gnassingbé
Eyadéma morì il 5 febbraio 2005 mentre si trovava in volo per la Francia, dove andava a farsi ricoverare per un attacco cardiaco. Gli succedette il figlio Faure Gnassingbé (già ministro dei lavori pubblici, delle miniere e delle telecomunicazioni). L'Unione Africana e le Nazioni Unite protestarono contro tale nomina, considerata equivalente a un colpo di Stato, e Gnassingbé si ritirò dall'incarico il 25 febbraio, vincendo le successive elezioni del 24 aprile. Delle stesse elezioni si dichiarò vincitore anche il leader dell'opposizione, Emmanuel Bob-Akitani; ne seguirono scontri nel paese con diverse vittime civili. La posizione di presidente di Gnassingbé fu poi confermata il 3 maggio.